# East Midlands Counties Football League
East Midlands Counties Football League là một giải bóng đá Anh nằm ở Cấp độ 10 của Hệ thống các giải bóng đá ở Anh. Giải khởi tranh từ mùa giải 2008–09, gồm các câu lạc bộ từ Central Midlands League, Leicestershire Senior League và 2 đội từ Northern Counties East League.
Ngày 15/5/2008 FA Leagues Committee đặt giải đấu mới này vào Bậc 6 của National League System. 18 đội được mời để thành lập nên giải đấu mới;
- Từ Central Midlands League: Blackwell Miners Welfare, Dunkirk, Gedling Miners Welfare, Graham Street Prims, Greenwood Meadows, Heanor Town, Holbrook Miners Welfare, Radford;
- Từ Leicestershire Senior League: Bardon Hill, Barrow Town, Ellistown, Hinckley Downes, Holwell Sports, Ibstock United, Kirby Muxloe SC, St. Andrews;
- Từ Northern Counties East League – Borrowash Victoria, Gedling Town

## Đội vô địch
- 2008–09: Kirby Muxloe (Thăng hạng)
- 2009–10: Dunkirk (Thăng hạng)
- 2010–11: Gresley (Thăng hạng)
- 2011−12: Heanor Town (Thăng hạng)
- 2012–13: Basford United (Thăng hạng)
- 2013–14: Thurnby Nirvana (Thăng hạng)
- 2014–15: Bardon Hill (Thăng hạng)
- 2018-19: Selston